# Theodor Hayek
Theodor Hayek (* 8. September 1887 in Brünn; † 6. November 1970 in Gmunden) war ein mährischer Ingenieur und der Wegbereiter der Zuckerindustrie in Irland und Neuseeland.

## Leben
Theodor Hayek wuchs in Brünn auf, besuchte dort die Schule und begann 1905 an der Deutschen Technischen Hochschule Brünn das Studium der Chemie. Hier schloss er sich dem Corps Marchia Brünn an. Am Ersten Weltkrieg nahm er als Soldat teil. 1919 schloss er das Chemie-Studium mit der 2. Staatsprüfung ab.
Nach dem Studium trat er zunächst eine Stellung als Ingenieur bei der Zuckerfabrik Grusbach in Südmähren an und erwarb sich schnell den Ruf eines Fachmannes. Wenig später ging er in die junge Republik Irland und war dort maßgeblich durch die Errichtung mehrerer Zuckerfabriken auf Aufbau einer landwirtschaftsnahen Industrie des jungen Staates beteiligt. Hierbei vergab er auch einige Großaufträge an die Erste Brünner Maschinen-Fabriks-Gesellschaft. 1930 lebte er als Zuckerfabrikdirektor in Carlow, wo am 5. Januar 1926 der erste Spatenstich zur dortigen Zuckerfabrik unter seiner Beteiligung erfolgt war.
Durch die Vermittlung von Éamon de Valera, mit dem er mittlerweile durch die Aufbauleistung für Irland freundschaftlich verbunden war, übernahm Hayek eine ähnliche Tätigkeit in Neuseeland, wo ein Zuckerfabrik-Konzern mit vier Werken im Entstehen war, und wurde Generaldirektor der irischen und neuseeländischen Fabriken. Nach Ausbruch des Zweiten Weltkriegs wurde Hayek auf einer Reise nach Neuseeland von zwei britischen Zerstörern von Bord geholt und an der Schweizer Grenze den deutschen Behörden übergeben, da er Bürger der Tschechoslowakei war und diese seit der Annexion zum Einflussbereich des Deutschen Reiches gehörte. Seine internationale Anerkennung hat ihn vor der sonst üblichen Kriegsinternierung bewahrt.
Nach 1945 lebte er, durch eine schwere Zuckerkrankheit gezeichnet, in Gmunden am Traunsee und nahm nur noch Beratertätigkeiten wahr. Ein Angebot von de Valera, die Leitung wieder zu übernehmen, musste er daher ablehnen. 1954 wurde ihm das Band des Corps Posonia Wien verliehen.